# Edna May Oliver
Edna May Oliver, pseudonimo di Edna May Nutter (Malden, 9 novembre 1883 – Malibù, 9 novembre 1942), è stata un'attrice statunitense.

## Biografia
Figlia di Charles Edward Nutter e di Ida May, Edna May Oliver era discendente di John Quincy Adams, sesto presidente degli Stati Uniti d'America. Abbandonata la scuola all'età di 14 anni per assecondare la propria passione per il teatro, raggiunse la celebrità sul palcoscenico nel 1917, grazie all'interpretazione comica di Aunt Penelope nella pièce Oh, Boy di Jerome Kern. Tra i suoi maggiori successi teatrali è da ricordare, fra gli altri, quello nel ruolo di Parthy (moglie del capitano Andy Hawks e madre della protagonista Magnolia) in due rappresentazioni del musical Show Boat, andate in scena a Broadway nel 1927 e nel 1932.

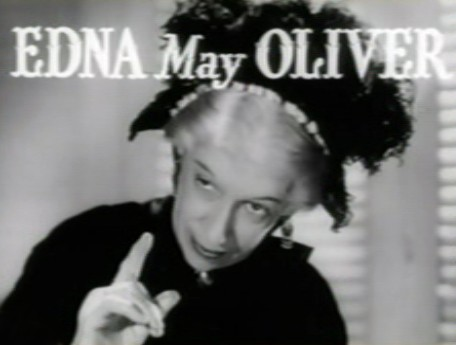
Nel ruolo di zia March in Piccole donne (1933)

Dal 1924 l'attrice passò al cinema per diventare ideale interprete di ruoli tratti dalla letteratura classica, sia inglese che americana. Dopo aver lavorato in una serie di pellicole mute e aver dato prova di talento comico e sottile senso dell'umorismo in commedie come Laugh and Get Rich (1931), all'inizio degli anni trenta la Oliver si affermò quale in una serie di adattamenti cinematografici di celebri romanzi. L'aspetto fisico, caratterizzato dall'alta statura e dai lineamenti allungati e ossuti, fu la fortuna dell'attrice per i ruoli di carattere che interpretò nel corso della sua carriera. Tra i più significativi sono da ricordare quello della Regina Rossa in Alice nel Paese delle Meraviglie (1933), della zia March in Piccole donne (1933), e di Betsey Trotwood in Davide Copperfield (1935) (tratto dall'omonimo romanzo di Charles Dickens), questi ultimi entrambi diretti da George Cukor.
Nel 1935 la Oliver si cimentò con un altro adattamento da un'opera dickensiana nel film Le due città (1935) (tratto dal romanzo Racconto di due città), in cui vestì i panni di Miss Pross, mentre l'anno successivo interpretò il suo unico ruolo shakesperiano, quello della nutrice dei Capuleti nel dramma Giulietta e Romeo (1936), ancora per la regia di Cukor. Oltre ai classici personaggi letterari, l'attrice creò quello della maestra di scuola Hildegarde Withers, eroina nata dalla penna dello scrittore Stuart Palmer e protagonista di tre giallo-rosa degli anni trenta, Penguin Pool Murder (1932), Murder on the Blackboard (1934) e Murder on a Honeymoon (1935).
Nel 1939 ottenne una candidatura all'Oscar quale miglior attrice non protagonista grazie al ruolo di Sarah McKlennar, la risoluta donna della frontiera che sfida gli indiani nel western La più grande avventura, di John Ford. L'anno successivo interpretò la fiera Lady Catherine De Bourgh in Orgoglio e pregiudizio (1940), al fianco di Laurence Olivier e Greer Garson e tratto dall'omonimo romanzo di Jane Austen.
Dopo un'ultima interpretazione, con il ruolo di Sarah McMillan, nel dramma aristocratico Lydia (1941) di Julien Duvivier, Edna May Oliver morì il 9 novembre 1942, giorno del suo cinquantanovesimo compleanno, dopo una breve malattia.
È sepolta nel Forest Lawn Memorial Park a Los Angeles, California.

## Filmografia
- Wife in Name Only, regia di George Terwilliger (1923)
- Three O'Clock in the Morning, regia di Kenneth S. Webb (1923)
- Restless Wives regia di Gregory La Cava (1924)
- Icebound, regia di William C. De Mille (1924)
- Manhattan regia di R.H. Burnside (1924)
- The Lady Who Lied, regia di Edwin Carewe (1925)
- Il bolide n. 13 (The Lucky Devil), regia di Frank Tuttle (1925)
- Lovers in Quarantine, regia di Frank Tuttle (1925)
- The American Venus, regia di Frank Tuttle (1926)
- Let's Get Married, regia di Gregory La Cava (1926)
- Lui, lei, l'altra (The Saturday Night Kid), regia di A. Edward Sutherland (1929)
- Half Shot at Sunrise, regia di Paul Sloane (1930])
- I pionieri del West (Cimarron), regia di Wesley Ruggles (1931)
- Laugh and Get Rich, regia di Gregory La Cava (1931)
- Cracked Nuts, regia di Edward F. Cline (1931)
- I nuovi ricchi (Newly Rich), regia di Norman Taurog (1931)
- Fanny Foley Herself, regia di Melville W. Brown (1931)
- Ladies of the Jury, regia di Lowell Sherman (1932)
- Hold 'Em Jail, regia di Norman Taurog (1932)
- I conquistatori (The Conquerors), regia di William A. Wellman (1932)
- Penguin Pool Murder, regia di George Archainbaud (1932)
- The Great Jasper, regia di J. Walter Ruben (1933)
- L'ultimo Adamo (It's Great to Be Alive), regia di Alfred L. Werker (1933)
- Ann Wickers, regia di John Cromwell (1933)
- Meet the Baron, regia di Walter Lang (1933)
- Solo una notte (Only Yesterday), regia di John M. Stahl (1933)
- Piccole donne (Little Women), regia di George Cukor (1933)
- Alice nel Paese delle Meraviglie (Alice in Wonderland), regia di Norman Z. McLeod (1933)
- The Poor Rich, regia di Edward Sedgwick (1934)
- The Last Gentleman, regia di Sidney Lanfield (1934)
- Murder on the Blackboard, regia di George Archainbaud (1934)
- We're Rich Again, regia di William A. Seiter (1934)
- Davide Copperfield (The Personal History, Adventures, Experience, & Observation of David Copperfield the Younger), regia di George Cukor (1935)
- Murder on a Honeymoon, regia di Lloyd Corrigan (1935)
- Non più signore (No More Ladies), regia di Edward H. Griffith (1935)
- Le due città (A Tale of Two Cities), regia di Jack Conway (1935])
- Giulietta e Romeo (Romeo and Juliet), regia di George Cukor (1936)
- Parnell, regia di John M. Stahl (1937)
- My Dear Miss Aldrich, regia di George B. Seitz (1937)
- Rosalie, regia di W. S. Van Dyke (1937)
- Paradiso per tre (Paradise for Three), regia di Edward Buzzell (1938)
- L'idolo di Broadway (Little Miss Broadway), regia di Irving Cummings (1938)
- La vita di Vernon e Irene Castle (The Story of Vernon and Irene Castle), regia di H.C. Potter (1939)
- Ho trovato una stella (Second Fiddle), regia di Sidney Lanfield (1939)
- La storia di Edith Cavell (Nurse Edith Cavell), regia di Herbert Wilcox (1939)
- La più grande avventura (Drums Along the Mohawk), regia di John Ford (1939)
- Orgoglio e pregiudizio (Pride and Prejudice), regia di Robert Z. Leonard (1940)
- Lydia, regia di Julien Duvivier (1941)

## Doppiatrici italiane
Nelle versioni in italiano delle opere in cui ha recitato, Edna May Oliver è stata doppiata da:
- Tina Lattanzi in Le due città
- Lola Braccini in Giulietta e Romeo
- Wanda Capodaglio in La più grande avventura
- Giovanna Scotto in Orgoglio e pregiudizio
- Isa Bellini in La vita di Vernon e Irene Castle (ridoppiaggio)[4]
- Anna Miserocchi in Orgoglio e pregiudizio (ridoppiaggio)

## Riconoscimenti
Premi Oscar 1940 – Candidatura all'Oscar alla miglior attrice non protagonista per La più grande avventura

## Spettacoli teatrali
- The Master (Broadway, 5 dicembre 1916)
- Oh, Boy (Broadway, 20 febbraio 1917)
- The Rose of China (Broadway, 25 novembre 1919)
- My Golden Girl (Broadway, 2 febbraio 1920)
- The Half Moon (Broadway, 1º novembre 1920)
- Wait 'Til We're Married (Broadway, 26 settembre 1921)
- Her Salary Man (Broadway, 28 novembre 1921)
- Wild Oats Lane (Broadway, 6 settembre 1922)
- Icebound (Broadway, 10 febbraio 1923)
- In His Arms (Broadway, 13 ottobre 1924)
- Isabel (Broadway, 13 gennaio 1925)
- Cradle Snatchers (Broadway, 7 settembre 1925)
- Show Boat (Broadway, 27 dicembre 1927)
- Show Boat (Broadway, 19 maggio 1932)